# Onthophagus seniculus
Onthophagus seniculus là một loài bọ cánh cứng trong họ Bọ hung (Scarabaeidae).